# Onthotrupes guerreroensis
Onthotrupes guerreroensis är en skalbaggsart som beskrevs av Henry Fuller Howden 1964. Onthotrupes guerreroensis ingår i släktet Onthotrupes och familjen tordyvlar. Inga underarter finns listade i Catalogue of Life.